# Polícias civis do Brasil
As Polícias Civis (PC) são instituições que exercem funções de polícia judiciária, nas unidades federativas do Brasil, cuja função é, de acordo com o artigo 144 da Constituição Federal de 1988, o exercício da segurança pública. As polícias civis são subordinadas aos Governadores dos Estados ou do Distrito Federal e dos Territórios e dirigidas por delegados de polícia de carreira.
Ainda de acordo com o artigo 144, § 4º, da Constituição Federal, que especifica o papel das Polícias Civis, são funções institucionais destas, ressalvada a competência da União:
- apurar infrações penais, exceto as militares.
- o exercício das funções de polícia judiciária.

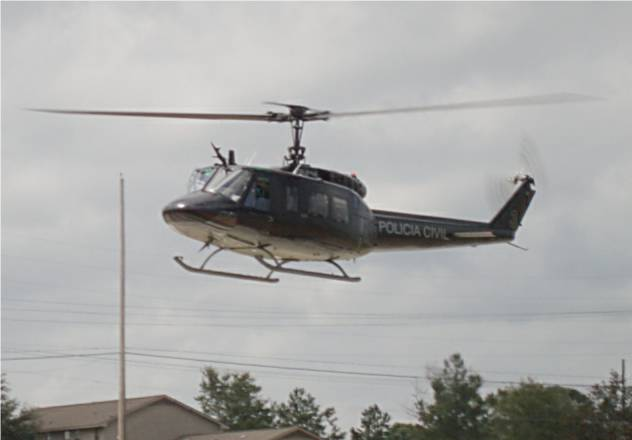
Helicóptero da Polícia Civil do Rio de Janeiro

## Funções

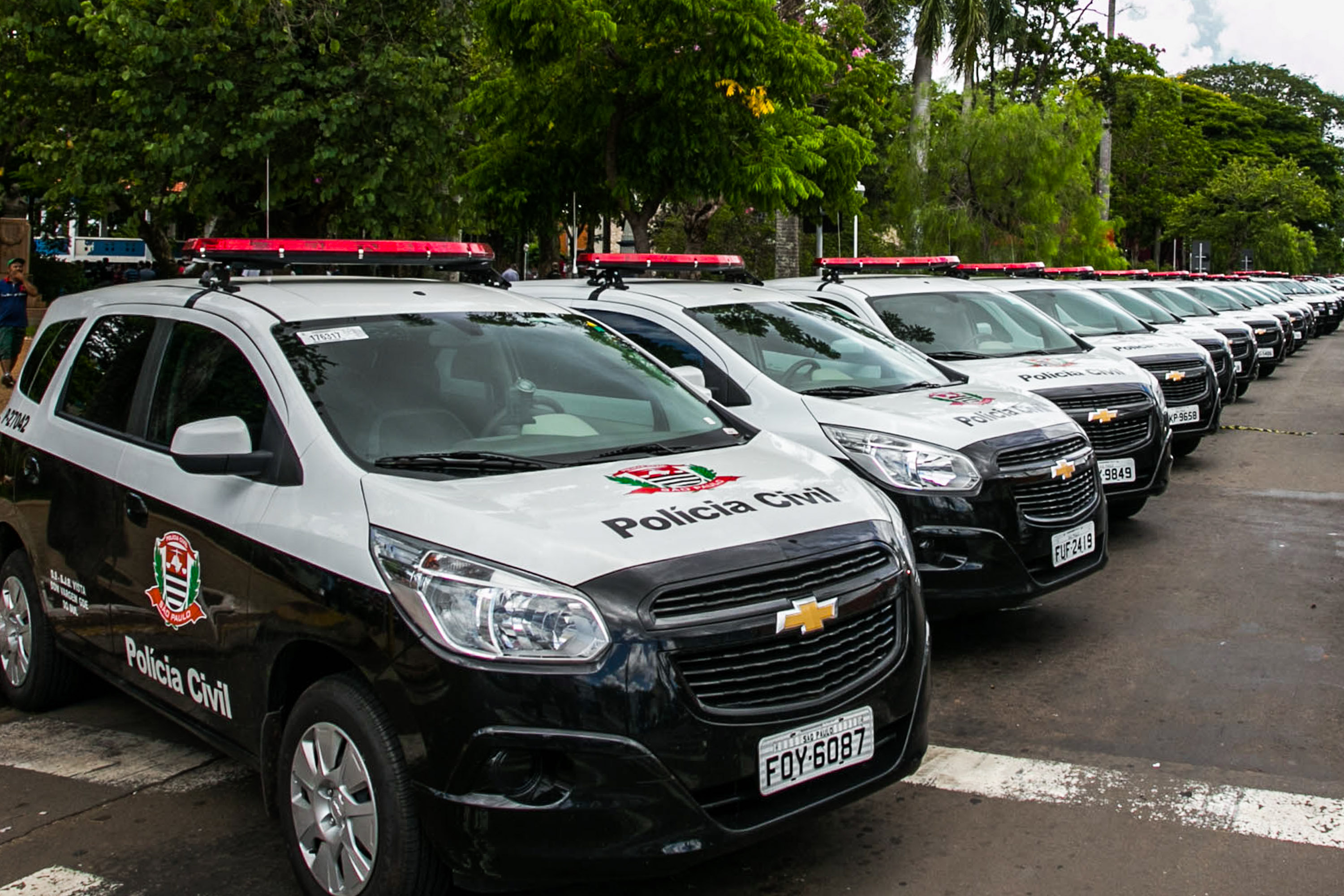
Viaturas da Polícia Civil de São Paulo

São funções institucionais das polícias civis dos estados brasileiros:
- Exercer, com exclusividade, as atividades de polícia judiciária e apurar as infrações criminais (exceto militares) no âmbito do território estadual, na forma da legislação em vigor;
- Concorrer para a convivência harmônica da comunidade;
- Realizar as investigações indispensáveis aos atos de Polícia Judiciária;[3]
- Promover as perícias criminais e médico-legais necessárias, quando mantiver órgãos periciais, ou requisitá-las aos órgãos competentes, ou, na falta de peritos dos órgãos citados, designar a autoridade policial peritos "ad hoc" para realizá-las.
- Proteger pessoas e bens;
- Proteger direitos e garantias individuais;
- Reprimir as infrações penais;
- Participar dos Sistemas Nacionais de Identificação Criminal, de Armas e Explosivos, de Roubos e Furtos de Veículos Automotores, Informação e Inteligência, e de outros, no âmbito da segurança pública;
- Promover a identificação civil e criminal quando mantiver órgão de identificação, ou requisitá-la ao órgão competente;
- Recrutar, selecionar, formar e aperfeiçoar profissional e culturalmente os policiais civis;
- Colaborar com o Poder Judiciário, com o Ministério Público e demais autoridades constituídas;
- Participar da proteção do bem-estar da comunidade e dos direitos da pessoa humana;
- Manter serviço diuturno de atendimento aos cidadãos;
- Custodiar provisoriamente pessoas presas, nos limites de sua competência;
- Apurar transgressões disciplinares atribuídas a policiais civis;
- Controlar e executar a segurança interna de seus órgãos;
- Estabelecer o controle estatístico das incidências criminais no Estado, do desempenho de suas unidades policiais e dos demais dados de suas atividades;

## Denominação
O termo "civil" origina-se do Decreto Imperial nº 3 598, de 27 de janeiro de 1866, que criou a Guarda Urbana no Município da Corte e que dividiu a polícia em civil e militar. O ramo militar era constituído pelo Corpo Militar de Polícia da Corte, atual Polícia Militar, órgão policial com organização castrense, enquanto o ramo civil era constituído pela Guarda Urbana, subordinada aos delegados do chefe de polícia da corte e extinta após a Proclamação da República, quando foi sucedida pela Guarda Civil do Distrito Federal.
Atualmente, as Polícias Civis, originárias de 1808, continuam integradas por servidores públicos com estatuto civil, com funções instituídas no artigo 144 parágrafo 4º da Constituição Federal, a elas incumbindo as funções de polícia judiciária e a apuração das infrações penais, enquanto, pelo parágrafo 5º do mesmo artigo, cabe, às Polícias Militares estaduais, a polícia ostensiva e a preservação da ordem pública bem como infrações penais militares no âmbito estadual (exceto as cometidas por membros dos Corpos de Bombeiros Militar) e são consideradas, nos termos do parágrafo 6º, forças reservas e auxiliares do Exército Brasileiro.
São, portanto, Polícia Civil e Polícia Militar corporações diversas quanto a sua natureza e atribuições, sendo, entretanto, complementares quanto à execução de seus serviços no tocante à segurança pública.

## Origem

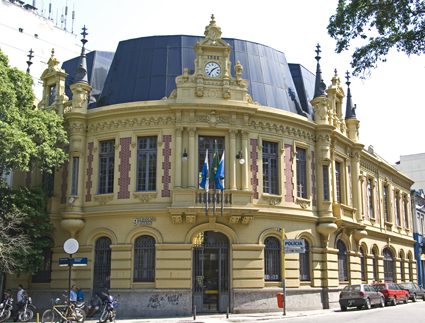
Delegacia do Catete, no Rio de Janeiro

A polícia judiciária no Brasil remonta ao início do século XVII, quando os alcaides exercendo as suas funções nas vilas da Colônia realizavam diligências para a prisão de malfeitores, sempre acompanhados de um escrivão que do ocorrido lavrava um termo ou auto, para posterior apresentação ao magistrado. Mais tarde surgiu a figura do ministro criminal que nos seus bairros mesclava as atribuições de juiz e policial, mantendo a paz, procedendo devassas e determinando a prisão de criminosos.
A partir de 1808, com a criação da Intendência Geral de Polícia da Corte e do Estado do Brasil, na cidade do Rio de Janeiro, sob a direção do intendente Paulo Fernandes Viana e a instituição no mesmo ano da Secretaria de Polícia, o embrião da atual Polícia Civil do Estado do Rio de Janeiro, seguida da criação do cargo de Comissário de Polícia em 1810, fixou-se na nova estrutura policial o exercício da polícia judiciária brasileira.
Durante o governo imperial coube o seu desempenho aos Delegados do Chefe de Polícia, cargo preservado depois da Proclamação da República em 1889 na Polícia Civil do Distrito Federal e nas polícias civis dos demais estados da federação.
A partir de 1871 a apuração das infrações penais e da sua autoria passou a ser realizada no curso do Inquérito Policial, previsto no Código de Processo Penal brasileiro. O inquérito policial é conduzido de forma independente pelas polícias civis e Polícia Federal, que o remetem ao juízo criminal competente após a sua conclusão. O Ministério Público poderá requisitar diligências complementares destinadas a melhor instruí-lo para o oferecimento da ação penal.

## Organização

### Direção-Geral
As polícias civis são dirigidas por Delegado de Polícia de carreira, mas a denominação do cargo designativo da direção-geral pode variar de um estado brasileiro para outro, como Chefe de Polícia, Delegado Geral de Polícia ou Superintendente da Polícia Civil.
O Chefe de Polícia ou Delegado Geral preside o Conselho Superior da Polícia Civil, órgão colegiado de assessoramento superior integrado pelos Diretores dos Departamentos de Polícia.

### Departamentos de Polícia
Departamento de Polícia da Capital ou Metropolitana
Direção e coordenação das delegacias da capital do estado ou das grandes áreas metropolitanas.
Departamento de Polícia do Interior
Direção e coordenação das delegacias dos municípios do interior dos estados.
Departamento de Polícia Especializada
Direção e coordenação das delegacias e órgãos policiais especializados na repressão de determinadas infrações penais ou determinados tipos de delinquência, como por exemplo:
- Delegacia Antissequestro
- Delegacia de Atendimento à Mulher
- Delegacia de Atendimento à Terceira Idade
- Delegacia de Polícia Fazendária
- Delegacia de Proteção ao Meio Ambiente
- Delegacia de Homicídios
- Delegacia de Crimes de Informática
- Delegacia de Crimes contra a Saúde Pública
- Delegacia de Repressão aos Crimes contra a Propriedade Imaterial
- Delegacia de Roubos e Furtos de Automóveis
- Delegacia de Proteção à Infância e Adolescência
- Grupos ou Núcleos de Operações Especiais
- Delegacia de Polícia da Pessoa com Deficiência

Departamento de Polícia Técnico-Científica
Direção e coordenação dos órgãos da perícia criminalística ou médico-legal quando subordinados às polícias civis. (Em diversos estados existem polícias técnico-científicas que não pertencem às polícias civis.)

### Delegacias e Distritos Policiais
A maioria dos cidadãos tem contato com as polícias civis mediante suas unidades policiais ou unidades de polícia judiciária, geralmente, denominadas delegacias de polícia ou distritos policiais, distribuídos pelo território das grandes cidades ou pelos municípios, constituindo as circunscrições policiais.
A divisão em circunscrições origina-se dos comissariados (commissariat) do povo da Revolução Francesa, espalhados por todo território francês, onde o comissário recebia e solucionava as reclamações populares em nome da Revolução.
Ainda hoje, os comissários de polícia da Polícia Francesa, com atribuições semelhantes ao Delegado de Polícia brasileiro, são considerados as autoridades mais próximas dos cidadãos, tendo a responsabilidade de exercer as suas funções de forma a representar condignamente a alta administração, nas suas áreas de atuação.

### Unidades de Operações Especiais

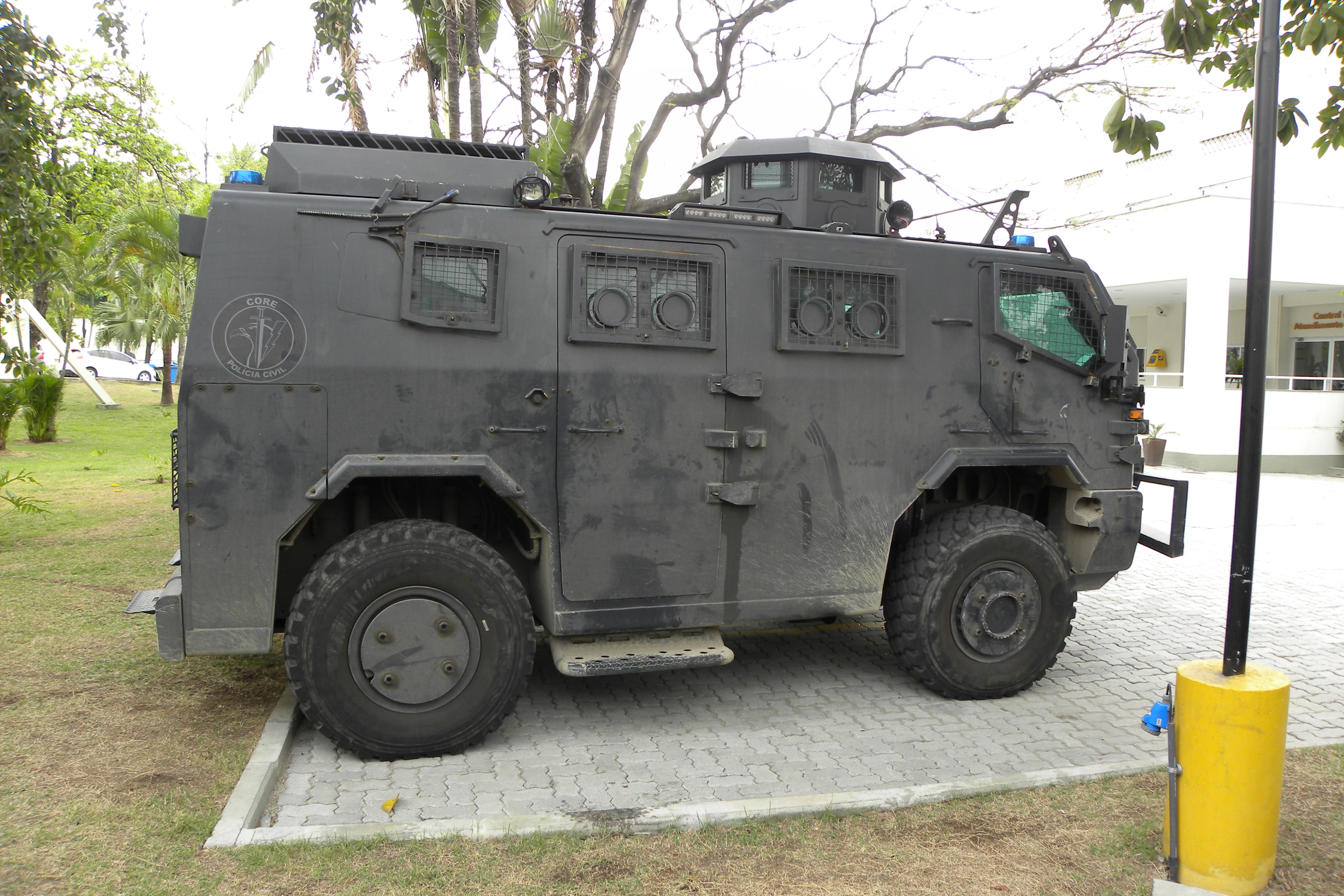
Blindado da CORE-Polícia Civil RJ

Nas polícias civis existem unidades especiais, para pronto emprego nas ocorrências que possam representar maior risco à incolumidade física dos cidadãos e policiais. Operam, também, em reforço às demais unidades policiais, quando estas necessitam de apoio operacional para a realização de diligências ou prisões de marginais, principalmente, em áreas de criminalidade violenta.
São unidades policiais constituídas de pessoal verdadeiramente especializado, com espírito de equipe em alto grau, dominando a técnica da desativação de engenhos explosivos, completo conhecimento do armamento e sua utilização, bem como, formação em alpinismo militar, operações helitransportadas e artes marciais.
Essas unidades de operações especiais, como a Coordenadoria de Recursos Especiais - CORE, do Rio de Janeiro, o Grupo de Operações Especiais - GOE, de São Paulo, a Divisão de Operações Especiais - DOE, do Distrito Federalático 3 - GT3, de Goiás, o Grupo de Resposta Especial - GRE e a Patrulha Metropolitana Unificada de Apoio - PUMA, de Minas Gerais e outras, dos demais estados, pelo forte compromisso institucional e presença permanente na linha de frente dos confrontos com a criminalidade, tendem a desenvolver grande devotamento à causa da sociedade.

## Conselho Nacional dos Chefes de Polícia Civil
É um órgão colegiado que congrega os Chefes das Polícias Civis dos estados brasileiros.
Presidido por um dos seus membros, eleito dentre os pares, tem caráter consultivo e normativo referentemente à doutrina policial e aos procedimentos de polícia civil.

## Quadros funcionais

### Delegados ou Superintendentes
São responsáveis por dirigir as Polícias Civis (art. 144, § 4º da Constituição) e encarregadas de presidir o inquérito policial, instrumento que formaliza a investigação criminal a cargo das policias judiciárias brasileiras. É o Delegado de Polícia o responsável pela parte jurídica da investigação, formalizando os atos e representações que lhe são apresentados pelos investigadores. É também função do delegado a lavratura da prisão em flagrante.

### Investigadores ou inspetores
São os responsáveis de fato pela investigação criminal. São os inspetores ou agentes de polícia que fazem as atividades investigativas, levantamento de provas, entrevistas de pessoas e análise de laudos, interceptações, análises financeiras, análise de vínculos, de quebras de sigilo e etc. Ao fim de seus trabalhos, os inspetores ou agentes elaboram o relatório investigativo que irá subsidiar o inquérito policial. No Rio de Janeiro, a partir de 2008, o cargo de Inspetor de Polícia passou a ser de 3° Grau, numa clara intenção da política de administração da Polícia Civil de criar órgãos de coordenação (os Inspetores) dos serviços investigativos, levados a cabo pelos Investigadores Policiais, dos quais se exige 2° Grau. A tendência de modernização das polícias civis do Brasil indica que a eficiência investigativa está na multidisciplinaridade e na captação de pessoas em várias áreas de formação.

### Escrivães de Polícia ou Oficiais
São os policiais dotados de fé pública, os quais são responsáveis pela formalização de procedimentos, inclusive coleta de provas subjetivas, tais como: registro de interrogatórios, reconhecimentos fotográficos e pessoal, acareações, depoimentos, declarações e informações. O Escrivão de Polícia também é o responsável por expedir requisições periciais, ordens de serviços e intimações. Detém a guarda, controle e gestão de livros, materiais apreendidos, além de recolher fianças arbitradas pelo delegado de polícia. É o policial civil que cuida dos inquéritos policiais, fazendo a guarda em cartório e controle de prazos. O Escrivão de Polícia tem importante papel no desenvolvimento das investigações criminais, se valendo de informações em banco de dados eletrônicos para subsidiar e atualizar situações em investigações. Em alguns estados, este cargo recebe a nomenclatura de Oficial: Oficial de Polícia Civil ou Oficial de Cartório Policial.

### Papiloscopistas ou Datiloscopistas
Papiloscopista policial é o profissional especializado em trabalhar com a identificação humana, geralmente através das cristas de fricção da pele. Usualmente, essa identificação é feita com base nos desenhos papilares presentes nos dedos (dactiloscopia) e das palmas das mãos (quiroscopia), bem como dos artelhos e plantas dos pés (podoscopia). A identificação utilizando as papilas dérmicas é realizada pelos especialistas em necropapiloscopia, quando a camada mais externa da pele, denominada epiderme, tenha sido destacada por decorrência do processo de decomposição. O processo de identificação mais utilizado pela Polícia Judiciária, com base científica até hoje não posta em dúvida, é o da identificação dactiloscópica.

### Peritos Criminais
Os Peritos Criminais das Polícias Civis são os auxiliares da justiça em questões técnicas que exijam conhecimento específico de uma área do conhecimento, divididos geralmente em Peritos Criminais e Médicos Legistas, são policiais especialistas obrigatoriamente detentores de diploma universitário que, em razão de conhecimentos científicos e técnicos, que assessoram o processo investigatório com o conhecimento especializado de que são detentores.

## Desvios comportamentais e controle da polícia
Os servidores policiais tem a sua atividade funcional regida pelo Estatuto dos Policiais Civis, devendo observar os princípios ditados pelo Código de Ética Policial.
Entretanto, se ocorrerem desvios de conduta no exercício das funções deverão os mesmos ser investigados pelas Corregedorias Gerais de Polícia, que fazem parte do organograma das polícias estaduais, com atribuição de penalidades compatíveis com a transgressão apurada.

## Vítimas no cumprimento do dever

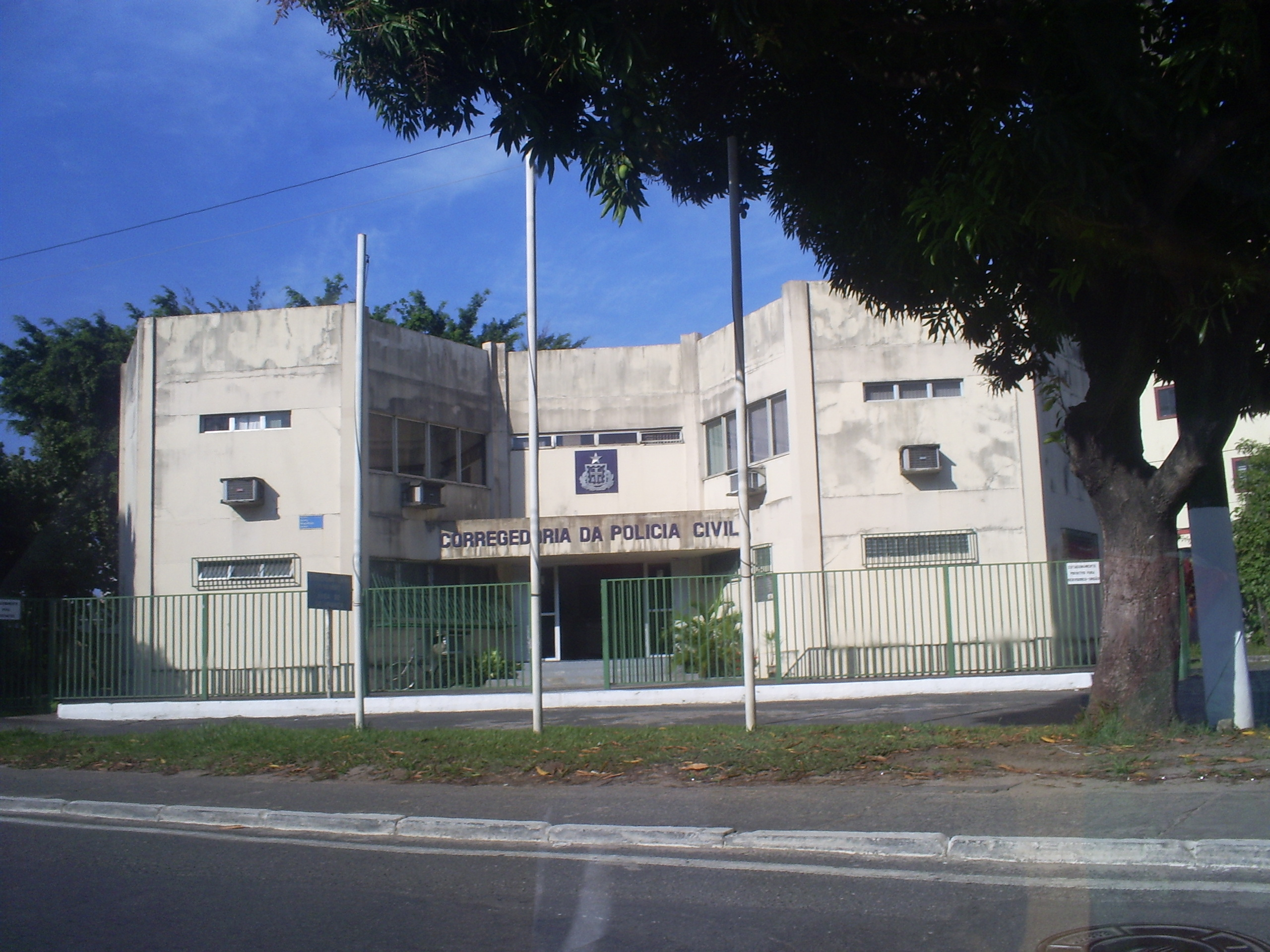
Corregedoria da Polícia Civil do Estado da Bahia - órgão fiscalizador da Polícia Civil

A carreira policial expõe permanentemente a vida dos seus integrantes às conseqüências do confronto contra a criminalidade em defesa da sociedade. Nas grandes cidades, onde é maior a incidência criminal, tem ocorrido muitas mortes de policiais em serviço, no cumprimento do dever.
Essas mortes, em geral, decorrem dos confrontos armados ocorridos durante as intervenções da polícia realizadas para repressão da delinquência criminal ou prisão de criminosos em locais de difícil acesso.
A lei reconhece o valor do policial morto em serviço através da promoção por bravura post mortem, promoção post mortem, deferimento de pensão especial aos beneficiários do servidor e condecorações diversas.

## Polícias Civis por estado da federação
São vinte e sete as polícias civis brasileiras e correspondem aos vinte e seis estados da federação e mais o Distrito Federal. Recebem a denominação oficial de Polícia Civil, seguida do nome da unidade federativa a que pertencem, assim, Polícia Civil do Estado do Rio de Janeiro, Polícia Civil do Estado de São Paulo, Polícia Civil do Estado do Paraná, Polícia Civil do Estado de Minas Gerais, etc.

## Equipamentos

### Armamento
Entre o armamento mais utilizado pelas polícias civis brasileiras estão as pistolas calibre .40SW Taurus PT 100, Taurus PT 940, Taurus PT 640 e Taurus PT 24/7, a carabina e a submetralhadora Taurus/FAMAE .40SW, os fuzis Colt M16 cal. 5,56mm e IMBEL Para-FAL cal. 7,62mm e as submetralhadoras HK MP5 9mm e Walther MPL 9mm. Algumas unidades policiais ainda usam o revólver Taurus cal. 38 e a espingarda Winchester 12 GA.
Incluem-se, ainda, diversos tipos de granadas não letais.
Coletes balísticos também usando capacetes protetores são os equipamentos complementares mais comumente disponíveis.

### Transportes Policiais
As Polícias Civis utilizam veículos caracterizados e descaracterizados, sobretudo dos tipos sedan e station wagon.
Para alguns estados de criminalidade violenta foram adquiridos carros blindados para uso das unidades de operações especiais. O apoio aéreo às atividades operacionais da polícia civil é assegurado por helicópteros, como Esquilo AS350.

## Problemas

### Falta de efetivo
As Polícias Civis em geral sofreram ao longo das três últimas décadas, problemas institucionais que refletem na percepção hodierna. A maioria dos Estados Brasileiros possuem os efetivos das décadas de 80 e 90, totalmente desproporcionais ao crescimento populacional. É corriqueiro nos meios policiais, que os agentes políticos prefiram investimentos nas polícias militares, em detrimento das polícias civis, pela visibilidade e caráter rígido de controle político próprio do sistema militar, isso explica o crescente desenvolvimento atípico de trabalhos de investigação pela polícia militar. Assim, faltam policiais civis para as investigações e demais atividades de polícia judiciária em cidades do país de elevada incidência criminal, com o previsível resultado de um percentual reduzido de elucidação de delitos e identificação dos seus autores.

### Baixos salários
Os baixos salários, a falta de autonomia funcional, falta de recursos como impressoras, causam desmotivação generalizada aos servidores. Faltas estas que atrelam as autoridades policiais a agentes e fatos políticos. Também são problemas perceptíveis dentro das instituições policiais civis.

### Falta de estudos
Ademais a própria doutrina criminal brasileira sofredora das "mazelas dos anos de ferro" parece abster-se do entendimento real das instituições, não existem estudos que digam o número de policiais civis necessários para a população, a "contrário sensu" a doutrina nunca estudou seriamente a instituição policial, sempre atrelando seu objeto de pesquisa ao problema final, nunca ao entendimento sistêmico: "Kant de Lima , Misse e Miranda (2000) ressaltam que, muito provavelmente um dos fatores que afastaram a reflexão dos cientistas sociais contemporâneos, durante um longo período, das etnografias dos sistema judicial e policial brasileiro, foi o caráter hierárquico desses sistemas, concebidos como sendo "meros reflexos de uma ordem opressora e injusta", nada tendo que ser estudados neles, a não ser seus modos de extinção. Pode se inferir ainda que essa carência de estudos na área é também, em grande parte, resultado da ausência de investimentos sistemáticos do Estado em pesquisas sobre a organização policial, com vistas a prover uma política pública na área de segurança."